# Kanal 4 (Dänemark)
Kanal 4 ist ein dänischsprachiger privater Fernsehsender. Er ging am 1. Mai 2006 auf Sendung. Die Ausstrahlung erfolgt von Großbritannien aus. Neben Kanal 4 betreibt Warner Bros. Discovery in Dänemark noch die Sender Kanal 5, Canal 9 und seit Januar 2007 SBS Net, der im Januar 2009 zu 6’eren umbenannt wurde.
Das Programmangebot des Senders ist auf ein weibliches Publikum ausgerichtet und umfasst größtenteils amerikanische Daily Soaps, Serien, Filme, Talk-Shows und Dokumentationen.

## Sendungen
- Brothers & Sisters
- Grey’s Anatomy
- Gilmore Girls
- Ghost Whisperer – Stimmen aus dem Jenseits
- Gossip Girl
- Heroes
- Nip/Tuck – Schönheit hat ihren Preis
- The Oprah Winfrey Show
- The Starter Wife – Alles auf Anfang

## Senderlogos

Logo von 2006 bis 2015
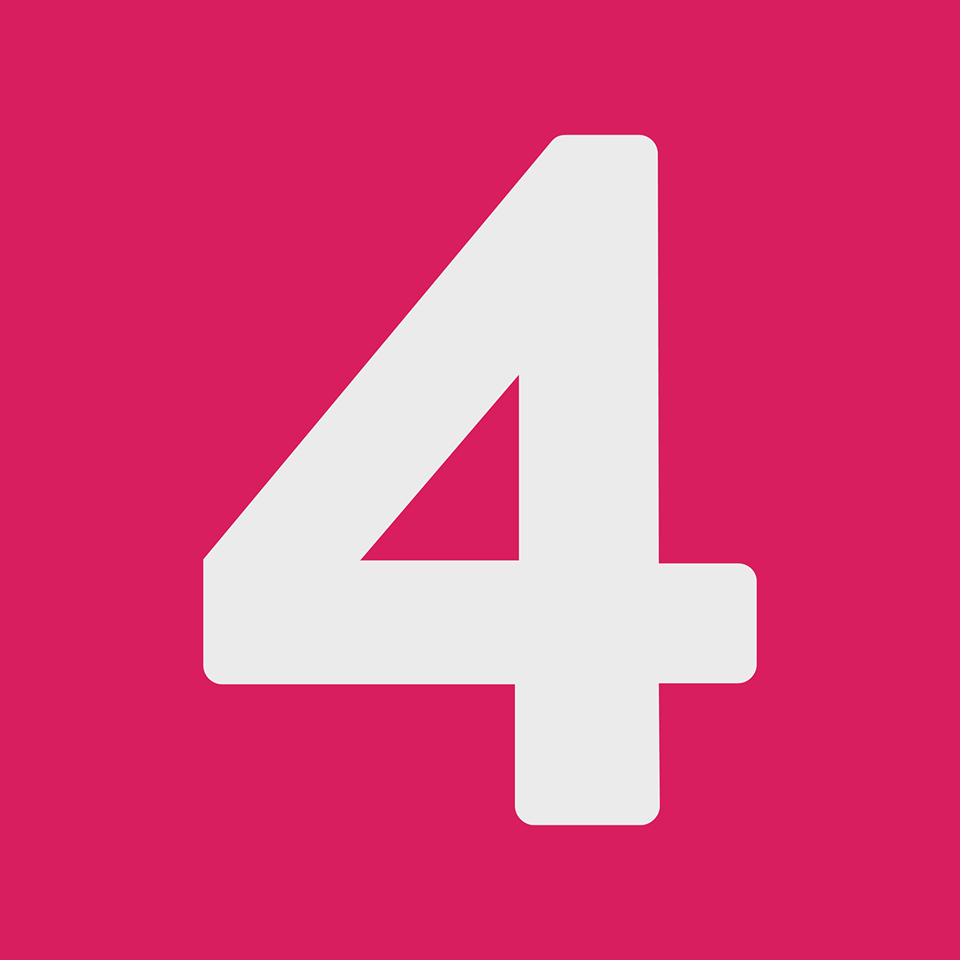
Logo von 2015 bis 2024
Logo seit 15. Januar 2024